# Bridge Hewick
Bridge Hewick – wieś w Anglii, w hrabstwie North Yorkshire, w dystrykcie (unitary authority) North Yorkshire. Leży 33 km na północny zachód od miasta York i 305 km na północ od Londynu.